# Mandevilla rutila
Mandevilla rutila är en oleanderväxtart som beskrevs av R. E. Woodson. Mandevilla rutila ingår i släktet Mandevilla och familjen oleanderväxter. Inga underarter finns listade i Catalogue of Life.